# Amin Niyázov
Amin Irmatóvich Niyázov (en ruso: Амин Ирматович Ниязов; nacido el 7 de noviembre de 1903, Ak-Tepe, Óblast de Fergana -26 de diciembre de 1973, Tashkent) fue un político soviético. Fue presidente del Presídium del Sóviet Supremo de la República Socialista Soviética de Uzbekistán y primer secretario del Comité Central del Partido Comunista de la República Socialista Soviética de Uzbekistán .

## Biografía
Niyázov nació en Ak-Tepe, Imperio ruso, en 1903, de una familia de granjeros. En 1919 trabajó primero para el comité nutricional de Fergana y luego se convirtió en secretario del comité municipal de Fergana de Komsomol . En la década de 1920, trabajó para la Cheka uzbeka y fue Jefe del Departamento de Finanzas de la provincia de Fergana. Niyázov se unió al Partido Comunista en 1925. De 1930 a 1934 estudió en la Academia Industrial "I. V. Stalin". A partir de 1935 desempeñó diversas funciones en negocios y fiestas. De 1940 a 1946 fue Comisario del Pueblo de Finanzas de la República Socialista Soviética de Uzbekistán y en 1946, Vicepresidente del Consejo de Comisarios del Pueblo de la República Socialista Soviética de Uzbekistán. Desde marzo de 1947 hasta agosto de 1950, Niyázov fue finalmente presidente del Presídium del Sóviet Supremo de la República Socialista Soviética de Uzbekistán. Desde abril de 1950, Niyázov se desempeñó como Primer Secretario del Comité Central del Partido Comunista de la RSS de Uzbekistán. En diciembre de 1955, poco después de la visita de Nikolái Bulganin y Nikita Jrushchov,  Niyázov fue despedido. Aunque no se dieron las razones, se argumentó que Jrushchov culpó a Niyázov por no haber aumentado la producción de algodón.  Entre 1956 y 1957 fue ministro de Economía Municipal de la República Socialista Soviética de Uzbekistán.
Niyázov se desempeñó de octubre de 1952 a febrero de 1956 como miembro del Comité Central del PCUS y de 1946 a 1958 diputado del Sóviet Supremo de la URSS .

## Premios y condecoraciones
Niyázov recibió dos veces la Orden Lenin, la Orden de la Bandera Roja y la Orden de la Estrella Roja .